# Þrídrangaviti
Þrídrangaviti è un faro situato sull'isolotto di Háidrangur, nell'arcipelago di Vestmannaeyjar nel sud dell'Islanda, noto per la sua difficoltà di accesso. È stato costruito tra il 1938 e il 1939 e dista circa sette chilometri dalla costa islandese.

## Caratteristiche
L'edificio, di colore grigio, è alto 4 metri, che sommato ai 30 metri slm della roccia ne pone il piano focale a 34 metri slm. La sua luce ha un raggio di 9 miglia nautiche e un periodo di 30 secondi.

## Storia
Gli operai incaricati della costruzione del faro hanno dovuto accedere al sito in arrampicata. L'isola dispone attualmente di un eliporto che consente l'accesso in elicottero e di un sentiero che raggiunge il livello del mare.